# Heinrich Christoph Wilhelm Hillmer
Heinrich Christoph Wilhelm Hillmer (* 30. Juli 1831 in Oldendorf I; † 13. Juni 1916) war ein deutscher Wiesenbaumeister.

## Leben
Sein Großvater Johann Jürgen Christoph Hillmer (1770–1842) war Mitbegründer der Wiesenbauschule Suderburg. Von 1893 bis 1913 war Wilhelm dort als Lehrer tätig, bevor er 1898 kurzzeitig deren Leiter wurde. Noch im selben Jahr übernahm sein Sohn Karl die Leitung.
Er war mit Catharine Wilhelmine Friederike Meyer verheiratet und hatte mit ihr zwei Kinder.